# Centurion (Dél-Afrika)
Centurion (korábban Irene, Lyttelton, később Verwoerdburg) város a Dél-afrikai Köztársaságban, Gauteng tartományban, Tshwane metropolisában.
A 2011-es népszámlálás szerint Centurionnak 236 580 lakosa volt 84 133 háztartásban, 394,9 km²-en.
A hely az állam fővárosa, Pretoria és Midrand közötti agglomerációban található, amely Johannesburg metropolisa már. A Hennops folyó (afrikaans Hennopsrivier) átfolyik Centurion központján, és ott a központban egy tóba duzzasztották. A város délkeleti szélének zöldterületein golfpályák találhatók.

### Történelme
1841-ben az Erasmus család több tagja gazdaságot alapított a mai Centurion területén. Több mai külvárost is róluk neveztek el. 1889-ben Alois Hugo Nelmapius megvásárolta a Doornkloof farm egyes részeit, és lányáról, Ireneről nevezte el. Az Irene koncentrációs tábort 1901-ben építették itt a második búr háború idején. Vagy 5500 búr volt itt börtönben. Közülük 1249-en haltak meg, köztük körülbelül 1000 gyermek. 
1902-ben megalapították Irene városát is Doornkloof helyén. A leendő dél-afrikai miniszterelnök, Jan Smuts megvásárolta a farmot, és ott halt is meg 1950-ben.
1904-ben a Droogegrond farm területén alapították Lyttelton települést. 1962-ben a Clubview, a Doornkloof, az Eldoraigne, az Irene, a Kloofsig és a Lyttelton, valamint néhány mezőgazdasági terület Lyttelton közös név alatt egyesült, és 1964-ben városi rangot kapott. 1967-ben a várost Verwoerdburgra keresztelték át Hendrik Frensch Verwoerd elnök után, akit az előző évben gyilkoltak meg. 
1995. június 28-án az apartheid végét követően újra átnevezték. A Centurion nevet a Centurion Park krikettstadionról kapta, amelyet azóta már SuperSport Parknak hívnak. Pretoria számos települése és néhány kerülete beépült Centurionba. A város gyorsan növekedett. Számos új cég és bevásárlóközpont jött létre.
A Johannesburg és Pretoria között közlekedő Metrorail Gauteng helyi vonatok a Centurionon belül állnak meg Irene, Centurion, Sportpark és Kloofsig helyeken.